# Arichanna antiplasta
Arichanna antiplasta är en fjärilsart som beskrevs av Louis Beethoven Prout 1915. Arichanna antiplasta ingår i släktet Arichanna och familjen mätare. Inga underarter finns listade i Catalogue of Life.